# Ева Мари Сейнт
Ева Мари Сейнт (на английски: Eva Marie Saint) е американска актриса, носителка на „Еми“ и „Оскар“, номинирана е за „Златен глобус“ и две награди на БАФТА. Известна е с ролята си на Еди Дойл във филма „На кея“ (1954) и ролята на Ийв Кендъл в трилъра на Алфред Хичкок – „Север-северозапад“ (1959). От 1960 г. има две звезди на Холивудската алея на славата.

## Биография

### Ранен живот
Ева Мари Сейнт е родена на 4 юли 1924 г. в Нюарк, Ню Джърси. Завършва актьорско майсторство в университета Боулинг Грийн в Охайо. Работи една година като стажант в Ен Би Си.

### Кариера
Печели Оскар за най-добра поддържаща женска роля за ролята си във филма „На кея“ (1954). За ролята си във филма от 1957 г. „Шапка, пълна с дъжд“ е номинирана за Златен глобус за най-добра актриса в драматичен филм и награда на БАФТА за най-добра чуждестранна актриса.
Други известни филми с нейно участие са „Окръг Рейнтри“ (1957), „Изход“ (1960), „36 часа“ (1965), „Руснаците идват“ (1966), „Гран При“ (1966), „Отменям си резервацията“ (1972), „Нищо общо“ (1986), „Мечтах за Африка“ (2000), „Заради Уин Дикси“ (2005), „Супермен се завръща“ (2006) и „Зимна приказка в Ню Йорк“ (2014).
В периода 1986 – 1988 г. Сейнт играе Вирджиния Хейс в „Съдружници по неволя“. Печели награда „Еми“ за най-добра поддържаща актриса в минисериал или телевизионен филм за „Хора като нас“ (1990).
Също така озвучава Катара в анимационния сериал „Легендата за Кора“.

## Избрана филмография
| Година | Филм                     | Оригинално заглавие                              | Роля           | Режисьор       |
| ------ | ------------------------ | ------------------------------------------------ | -------------- | -------------- |
| 1954   | На кея                   | On the Waterfront                                | Еди Дойл       | Елия Казан     |
| 1957   | Шапка, пълна с дъжд      | A Hatful of Rain                                 | Силия Поуп     | Фред Зимерман  |
| 1959   | Север-северозапад        | North by Northwest                               | Ийв Кендъл     | Алфред Хичкок  |
| 1966   | Руснаците идват          | The Russians Are Coming, the Russians Are Coming | Елспет Уитакър | Норман Джуисън |
| 1986   | Нищо общо                | Nothing in Common                                | Лорейн Баснър  | Гари Маршъл    |
| 2000   | Мечтах за Африка         | I Dreamed of Africa                              | Франка         | Хю Хъдсън      |
| 2005   | Заради Уин-Дикси         | Because of Winn-Dixie                            | г-ца Франи     | Уейн Уанг      |
| 2006   | Супермен се завръща      | Superman Returns                                 | Марта Кент     | Брайън Сингър  |
| 2014   | Зимна приказка в Ню Йорк | Winter's Tale                                    | Уила Пен       | Акива Голдсман |